# Гранд-Бей-Вестфілд
Гранд-Бей-Вестфілд (англ. Grand Bay-Westfield) — містечко в Канаді, у провінції Нью-Брансвік, у складі графства Кінгс.

## Населення
За даними перепису 2016 року, містечко нараховувало 4964 особи, показавши скорочення на 3,0%, порівняно з 2011-м роком. Середня густина населення становила 83 осіб/км².
З офіційних мов обидвома одночасно володіли 855 жителів, тільки англійською — 4 090, а 5 — жодною з них. Усього 50 осіб вважали рідною мовою не одну з офіційних.
Працездатне населення становило 67% усього населення, рівень безробіття — 6,5% (8,7% серед чоловіків та 4,2% серед жінок). 90,8% осіб були найманими працівниками, а 6,9% — самозайнятими.
Середній дохід на особу становив $46 178 (медіана $38 810), при цьому для чоловіків — $58 483, а для жінок $33 993 (медіани — $50 227 та $30 592 відповідно).
29,1% мешканців мали закінчену шкільну освіту, не мали закінченої шкільної освіти — 13%, 57,9% мали післяшкільну освіту, з яких 34,4% мали диплом бакалавра, або вищий, 15 осіб мали вчений ступінь.
| Статево-вікова структура населення | Статево-вікова структура населення | Статево-вікова структура населення | Статево-вікова структура населення | Статево-вікова структура населення |
| ---------------------------------- | ---------------------------------- | ---------------------------------- | ---------------------------------- | ---------------------------------- |
|                                    |                                    |                                    |                                    |                                    |
| Всього                             | Всього                             | 49,3%50,7%                         |                                    |                                    |
| 0 — 14 років                       | 0 — 14 років                       |                                    | 16,7%                              | 16,7%                              |
| 15 — 64 років                      | 15 — 64 років                      |                                    | 66,1%                              | 66,1%                              |
| 65 і більше                        | 65 і більше                        |                                    | 17,2%                              | 17,2%                              |
| 85 і більше                        | 85 і більше                        |                                    | 1,5%                               | 1,5%                               |
| Середній вік (років)               | Середній вік (років)               | 41,742,4                           | 42,1                               | 42,1                               |
| Медіана (років)                    | Медіана (років)                    | 44,044,5                           | 44,3                               | 44,3                               |
| — чоловіки — жінки                 |                                    |                                    |                                    |                                    |

| Походження мешканців:     | Походження мешканців:     | Походження мешканців: | Походження мешканців: | Походження мешканців: |
| ------------------------- | ------------------------- | --------------------- | --------------------- | --------------------- |
| Походження                |                           |                       | осіб                  | %                     |
| Корінні американці        | Корінні американці        |                       | 185                   | 3.74%                 |
| Інше північноамериканське | Інше північноамериканське |                       | 2 550                 | 51.52%                |
| Європейське               | Європейське               |                       | 3 565                 | 72.02%                |
| британське                | британське                |                       | 3 170                 | 64.04%                |
| французьке                | французьке                |                       | 975                   | 19.7%                 |
| українське                | українське                |                       | 40                    | 0.81%                 |
| Карибське                 | Карибське                 |                       | 25                    | 0.51%                 |
| Африканське               | Африканське               |                       | 25                    | 0.51%                 |
| Азійське                  | Азійське                  |                       | 80                    | 1.62%                 |

| Зайнятість населення за галузями (за класифікацією NOC): | Зайнятість населення за галузями (за класифікацією NOC): | Зайнятість населення за галузями (за класифікацією NOC): | Зайнятість населення за галузями (за класифікацією NOC): | Зайнятість населення за галузями (за класифікацією NOC): |
| -------------------------------------------------------- | -------------------------------------------------------- | -------------------------------------------------------- | -------------------------------------------------------- | -------------------------------------------------------- |
|                                                          |                                                          |                                                          |                                                          |                                                          |
| Управління                                               | Управління                                               |                                                          | 9,6%                                                     | 9,6%                                                     |
| Бізнес, фінанси та адміністрування                       | Бізнес, фінанси та адміністрування                       |                                                          | 15,6%                                                    | 15,6%                                                    |
| Природничі та прикладні науки                            | Природничі та прикладні науки                            |                                                          | 7,2%                                                     | 7,2%                                                     |
| Охорона здоров'я                                         | Охорона здоров'я                                         |                                                          | 9,1%                                                     | 9,1%                                                     |
| Освіта, правозахист, муніципальні та урядові служби      | Освіта, правозахист, муніципальні та урядові служби      |                                                          | 13,2%                                                    | 13,2%                                                    |
| Мистецтво, культура, відпочинок та спорт                 | Мистецтво, культура, відпочинок та спорт                 |                                                          | 1,7%                                                     | 1,7%                                                     |
| Роздрібна торгівля та послуги                            | Роздрібна торгівля та послуги                            |                                                          | 23,7%                                                    | 23,7%                                                    |
| Гуртова торгівля, транспорт та обладнання                | Гуртова торгівля, транспорт та обладнання                |                                                          | 15%                                                      | 15%                                                      |
| Природні ресурси, сільське господарство                  | Природні ресурси, сільське господарство                  |                                                          | 0,9%                                                     | 0,9%                                                     |
| Виробництво                                              | Виробництво                                              |                                                          | 3,9%                                                     | 3,9%                                                     |

## Клімат
Середня річна температура становить 5,9°C, середня максимальна – 22,4°C, а середня мінімальна – -13,2°C. Середня річна кількість опадів – 1 207 мм.
| Клімат поселення                              | Клімат поселення | Клімат поселення | Клімат поселення | Клімат поселення | Клімат поселення | Клімат поселення | Клімат поселення | Клімат поселення | Клімат поселення | Клімат поселення | Клімат поселення | Клімат поселення | Клімат поселення |
| Показник                                      | Січ.             | Лют.             | Бер.             | Квіт.            | Трав.            | Черв.            | Лип.             | Серп.            | Вер.             | Жовт.            | Лист.            | Груд.            |                  |
| Середній максимум, °C                         | −2,3             | −1,2             | 3,75             | 9,72             | 15,65            | 20,65            | 22,40            | 22,16            | 17,86            | 12,12            | 6,64             | −0,08            |                  |
| Середня температура, °C                       | −7,73            | −6,64            | −1,68            | 4,30             | 10,23            | 15,20            | 18,39            | 18,15            | 13,85            | 8,12             | 2,62             | −4,1             |                  |
| Середній мінімум, °C                          | −13,17           | −12,08           | −7,12            | −1,16            | 4,79             | 9,77             | 14,37            | 14,13            | 9,83             | 4,10             | −1,38            | −8,11            |                  |
| Норма опадів, мм                              | 115              | 82               | 106              | 93               | 107              | 94               | 89               | 75               | 103              | 108              | 118              | 117              |                  |
| Середньомісячна швидкість вітру, м/с          | 4.19             | 4.16             | 4.23             | 4.05             | 3.68             | 3.31             | 2.94             | 2.84             | 3.19             | 3.65             | 3.96             | 4.22             |                  |
| Середньомісячна сонячна радіація, кДж/м²·день | 5430             | 8677             | 12376            | 15322            | 18186            | 20170            | 19963            | 17834            | 13385            | 8653             | 5194             | 4257             |                  |
| --------------------------------------------- | ---------------- | ---------------- | ---------------- | ---------------- | ---------------- | ---------------- | ---------------- | ---------------- | ---------------- | ---------------- | ---------------- | ---------------- | ---------------- |
| Джерело:                                      |                  |                  |                  |                  |                  |                  |                  |                  |                  |                  |                  |                  |                  |